# Tecoanapa, Ahuacuotzingo
Tecoanapa är en ort i Mexiko.   Den ligger i kommunen Ahuacuotzingo och delstaten Guerrero, i den sydöstra delen av landet, 190 km söder om huvudstaden Mexico City. Tecoanapa ligger 1 122 meter över havet och antalet invånare är 758.
Terrängen runt Tecoanapa är huvudsakligen kuperad, men åt sydost är den bergig. Tecoanapa ligger nere i en dal. Runt Tecoanapa är det glesbefolkat, med 20 invånare per kvadratkilometer. Närmaste större samhälle är Chilapa de Alvarez, 16,7 km sydväst om Tecoanapa. I omgivningarna runt Tecoanapa växer huvudsakligen savannskog.